# Vigilio di Brescia
Vigilio (... – Brescia, 506 circa) è stato un vescovo italiano.

## Biografia
Sono scarse le informazioni attendibili inerenti alla vita del santo, se non che sia stato vescovo della diocesi bresciana durante il V secolo nominato dall'arcivescovo di Milano, Eustorgio.
Si presume abbia governato nella seconda metà del V secolo, ma non si conoscono le sue origini per questo più volte è stato confuso con suoi omonimi. Il prelato e storico Antonio Fapanni lo indica come presente in ben cinque ordini litanici risalenti ai secoli XIII e XV.
È festeggiato il 26 settembre e la comunità di Iseo, dove è presente la pieve di Sant'Andrea da lui fatta edificare e dove risulta abitasse in un fabbricato posto nella contrada dom, lo commemora la terza domenica di settembre. Sembra che il santo abbia raggiunto questa comunità viaggiando fino verso la Val Camonica per evangelizzare le sponde del lago d'Iseo. Al santo si deve l'edificazione sui resti di un antico tempio pagano, del santuario della Madonna della Ceriola.
Nella chiesa di Sant'Andrea fu originariamente conservato il suo corpo, che nell'VIII secolo fu trafugato. Le quattro reliquie delle ossa delle braccia e del teschio furono poste nella chiesa di San Lorenzo a Brescia dove sul monumento funebre venne posta l'epigrafe "Hic beatissimi confessoris Vigilii Brixiae Episcopi conditum est solemnitate corpus". Per questo gli iseani scrissero sulla lapide in Sant'Andrea "Vigilii Sancti Antistitis Brixiae hic ossa quiescunt, excepto capite et brachio sinistro clandestine asportatis".
Agli inizi del primo millennio, il 25 febbraio 1002, le ossa furono nuovamente spostate per essere unite a quelli di sant'Ottanzio, suo predecessore, mentre in occasione della celebrazione per la rinnovata consacrazione di san Lorenzo il 6 maggio 1763, furono nuovamente rimosse, poste in due teche e successivamente collocate dietro l'altare maggiore ad opera dell'architetto Rodolfo Vantini con la scritta "Ossa Sancti Vigilii Episcopi Brixiae hujsus Ecclesiae Fundatoris et Patroni Posita Anno 1833". Solo il 15 aprile 1951 il teschio del santo fu riportato nella chiesa di Sant'Andrea ad Iseo originario luogo di sepoltura.